# Pédogenèse (géologie)
Pour les articles homonymes, voir Pédogenèse.
 (novembre 2021).

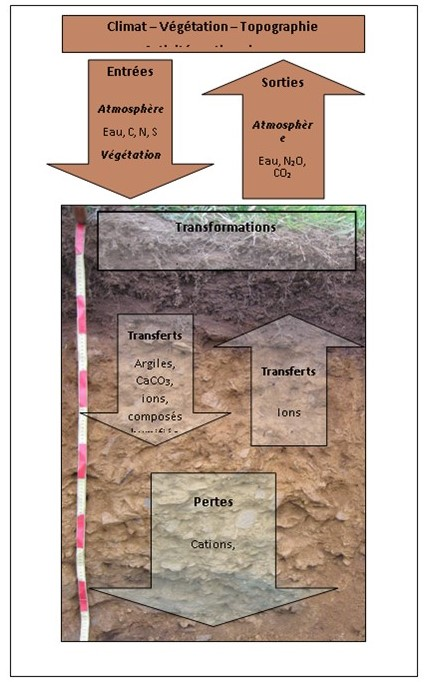
Illustration simplifiée des mécanismes de base de la pédogenèse. La vitesse moyenne de formation d'un sol va de 0,017 à 0,036 mm/an (la formation d'une couche arable de 30 cm prenant ainsi de 8300 à 17600 ans). Des taux d'érosion deux fois plus élevé (voire quarante fois soit 1 mm/an dans les pays développés actuels dont l'agriculture productiviste se traduit par un labour ou un travail du sol intensif) explique l'espérance de vie des grandes civilisations antiques qui a souvent suivi un même cycle d'expansion et de récession (en moyenne de 800 à 2000 ans, donnée compatible avec l'érosion complète des couches arables et fertiles par leur culture intensive reposant sur environ un mètre de terre végétale),,.

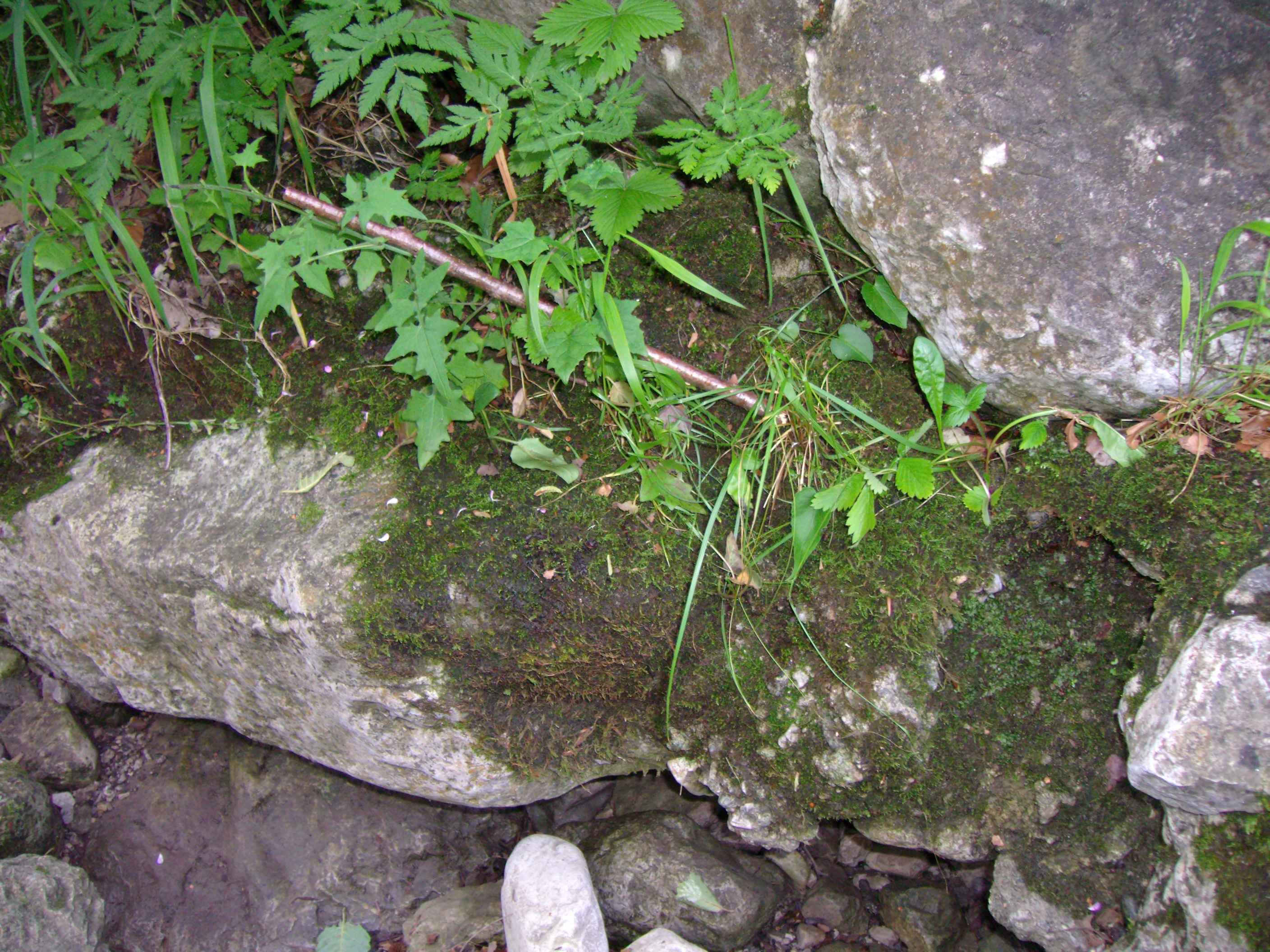
Amorce d'une pédogenèse sur une pierre calcaire, avec le développement d'un biofilm, de lichens et de mousses, puis de plantes pionnières.

La pédogenèse, (du grec pedon, sol, et de  geneseôs, naissance) est l'ensemble des processus (physiques, chimiques et biologiques) qui, en interaction les uns avec les autres, aboutissent à la formation, la transformation ou la différenciation des sols. Cette formation des sols fournit un service écosystémique de support important.

## Composantes de la pédogenèse
Le Russe Vassili Dokoutchaïev est considéré comme le père d'une vision moderne de la pédogenèse dans la mesure où il est le premier à affirmer, à la fin du XIXe siècle, que le sol dépend à la fois du substratum, du climat, de la topographie, des agents biologiques et du temps écoulé.

### Substratum
Les sols héritent directement certains caractères des roches dont ils proviennent, les roches-mères. Par exemple ils sont calcaires sur une roche calcaire ou acides sur une roche acide, au moins au début de leur formation.

### Climat
Il existe schématiquement trois types de contextes climatiques :
- ceux dans lesquels les sols ont tendance à s'appauvrir car ils sont traversés par d'importantes quantités de pluie ;
- ceux dans lesquels l'eau n'est pas en quantité suffisante pour lessiver les ions qui sont libérés par l'altération, si bien qu'ils s'accumulent dans le sol. Il peut notamment se produire une salinisation si le sodium est abondant dans l'environnement ;
- ceux qui maintiennent un équilibre avec le sol. Les sols correspondants se révèlent les meilleurs pour la couverture végétale car ils ne sont ni trop pauvres ni trop riches en Na, Ca, etc.

### Temps
Le processus de lessivage par l'eau mentionné ci-dessus demande du temps. Il faut au moins cent mille ans pour créer un sol lessivé ou un planosol, l'un et l'autre extériorisant des phénomènes d'appauvrissement dans leurs parties supérieures[Quoi ?]. La longueur des temps pédologiques a été longtemps méconnue, faute de moyens sérieux de mesure ; c'est pourquoi on trouve encore, dans certains traités, des erreurs comme celles de prétendre qu'il faut seulement mille ans pour faire un sol lessivé ou cent mille pour faire un sol latéritique. En Afrique, l'unité de durée, en pédogenèse, est le million d'années voire la dizaine de millions.

### Agents biologiques
Il s'agit de racines, animaux fouisseurs, champignons, bactéries, hommes, etc. Ces différents agents agissent mécaniquement (brassage des couches du sol) et surtout chimiquement. En effet, tous les organismes du sol respirent et fournissent du dioxyde de carbone (CO2). Or celui-ci, dissous dans l'eau, se comporte comme un acide car CO2 + H2O donne H2CO3 qui donne H+ et HCO3− ; ce dernier ion se dissocie encore en CO32− et H+ à nouveau. Bien sûr, il s'agit d'acides faibles car la dissociation est loin d'être complète. Mais les protons H+ étant libérés continuellement et pendant des milliers d'années, aucun minéral ne peut leur résister totalement, pas même le quartz. En plus, le CO2 atmosphérique, qui pénètre le sol, agit de la même façon que le CO2 issu de la respiration.

### Topographie
L'eau qui circule sur les pentes véhicule à la fois des ions en solution et des matières en suspension. Parfois, c'est toute la couverture pédologique qui se déplace vers le bas. Avec le temps, cela provoque une différenciation des sols sur les versants.
Dans ces conditions la couverture pédologique est variée depuis les terres septentrionales jusqu'à l'équateur, en relation avec la variabilité climatique générale et avec les caprices locaux de la géologie. Cette couverture se transforme avec le temps ; les sols jeunes trouvés sur des roches nouvellement portées à l'affleurement sont riches en éléments solubles (Na, K, Ca, Mg) qui disparaissent lentement en climat humide et font le plus souvent défaut sur les vieux boucliers stables de la planète. Ce dernier cas est celui de l'Afrique équatoriale et de l'Amazonie où les sols sont extrêmement pauvres. Par ailleurs, les sols cultivés diffèrent des sols maintenus sous végétation forestière par toutes sortes de caractères. L'évolution se fait parfois dans le bon sens (enrichissement artificiel en Ca, P, etc.) et parfois dans le mauvais (salinisation anthropique, érosion…).
Enfin, il faut partout distinguer les sols des points hauts du relief de ceux des points bas.

## Processus de pédogenèse
Dans le détail, une combinaison déterminée des cinq facteurs présentés ci-dessus définit un processus donné de pédogenèse.
Par exemple, l'hydromorphie correspond au cas où le pédoclimat est excessivement humide à cause du climat et/ou de l'imperméabilité de la roche qui empêche le drainage de l'eau vers le bas. Il en résulte la saturation des pores du sol par l'eau et le blocage de la circulation de l'oxygène. Les plantes souffrent. Les micro-organismes classiquement présents dans le sol s'adaptent ou laissent la place à d'autres. Beaucoup cherchent de l'oxygène et sont capables de capturer celui qui est associé à l'azote (nitrates) ou au fer (oxydes de fer). Il en résulte des phénomènes de réduction qui ont d'importantes conséquences agricoles et environnementales.
Par exemple aussi, sur les flancs des volcans, donc en montagne, le climat est agressif (il pleut beaucoup) et les roches sont particulièrement altérables car divisées (cendres, lapillis…) et largement vitreuses au lieu d'être parfaitement cristallisées. Elles s'altèrent très facilement et très rapidement. Elles fournissent des tétraèdres de silice et des chaines aluminiques. Si le climat avait été chaud et sec, il y aurait eu coprécipitation et formation d'aluminosilicates, autrement dit d'argiles. Mais, en climat froid et humide, la matière organique est abondante dans les sols et elle bloque l'évolution vers les silicates. C'est l'andosolisation. Elle se traduit par le maintien de produits mal cristallisés improprement appelés « amorphes » qui donnent aux sols (aux « andosols » plutôt) des propriétés totalement différentes de celles de tous les autres sols (forte capacité d'échange d'anions, rétention en eau exceptionnelle, thixotropie, etc.).
Au total, les spécialistes distinguent moins de vingt processus majeurs de pédogenèse. Les principaux sont :
- alcalinisation : accumulation d'ions {\displaystyle Ca^{++}} sur le complexe absorbant du sol ;
- andosolisation : voir ci-dessus ;
- anthropisation : action prépondérante de l'homme ;
- argilluviation : apparition de sols présentant une partie médiane enrichie en argile, phénomène anciennement attribué à une redistribution verticale de l'argile mais qui est maintenant jugée accessoire ;
- calcification : maintien ou apparition de carbonates, voire de gypse en milieu sec ;
- cryoturbation : remaniement du sol sous l'action du gel/dégel ;
- ferralisation : dégradation de tous les minéraux, élimination des bases, et de la silice, concentration sur place de l'aluminium et du fer ;
- fersiallisation : formation d'argiles semi-riches en silice et liées au fer ;
- hydromorphysation : voir ci-dessus ;
- mélanisation : accumulation de matière organique qui fonce la couleur du sol ;
- podzolisation : dégradation des minéraux primaires sauf le quartz, redistribution locale du fer et de l'aluminium ;
- salinisation : accumulation de sels dans la solution du sol, NaCl en particulier ;
- silification : concentration et accumulation locale de silice ;
- sodisation : dégradation du sol par suite de l'alcalinisation ;
- tourbification : accumulation de matière organique peu évoluée sous l'effet de l'excès d'eau et souvent du froid ;
- vertisolisation : apparition d'argiles gonflantes en forte proportion; phénomènes associés.

## Mécanismes fondamentaux
Les processus passés en revue mettent en jeu un faible nombre de mécanismes fondamentaux de nature physico-chimique. Ce sont en particulier :

### Phénomènes de fragmentation
Les éléments issus des roches sont progressivement divisés, ce qui accroît leur surface externe et rend plus facile leur altération chimique ultérieure. Cependant, la fragmentation n'est pas toujours purement mécanique (comme dans le cas du gel) ; souvent, la séparation des cristaux constituant la roche est déjà d'origine chimique, dans le cas d'un granite par exemple (intervention de l'altération des micas, thèse de Michel Robert en 1970).

### Phénomènes de dissolution
Certains minéraux solubles ont tendance à disparaître du sol, entraînés par l'eau, tandis que d'autres, moins solubles ou insolubles, s'y concentrent en valeur relative.

### Phénomènes d'hydrolyse
Si la dissolution correspond à une mise en solution aqueuse des ions issus des minéraux, l'hydrolyse est un peu plus complexe, en ce sens que, en plus d'ions en solution, elle fournit de nouveaux minéraux ; par exemple : feldspath + eau donne argile + ions en solution.

### Phénomènes d'oxydo-réduction
Nous avons vu plus haut que le sol pouvait être pauvre en oxygène lorsqu'il y a un excès d'eau, qu'il soit permanent ou qu'il intervienne seulement à certaines périodes de l'année. Certains minéraux, le fer en particulier, peuvent s'oxyder ou se réduire, ce qui correspond à l'apparition d'oxydes de différentes natures et couleurs. Des micro-organismes de toutes sortes jouent dans ce phénomène un grand rôle ; pour certains, l'oxydation est source d'énergie ; pour d'autres, la réduction leur procure de l'oxygène…

### Phénomènes de transfert
Des ions peuvent être déplacés dans les sols, ou même être exportés hors des sols. Parfois cela résulte d'une simple mise en solution, parfois cela s'explique par des phénomènes de complexation par des molécules organiques lorsque les ions en cause ne sont pas réputés solubles (Al3+ et Fe3+ en particulier). Des matières en suspension (argile) peuvent aussi migrer.

### Phénomènes de précipitation
Dans les couches moyennes ou inférieures du sol, il y a souvent précipitation des éléments transférés. Les causes sont diverses (changement de pH, diminution de la quantité d'eau servant de vecteur car les couches inférieures du sol ne sont pas toujours atteintes par la pluie, etc.).

### Néoformations
Les phénomènes d'altération, de transfert et précipitation amènent en un même lieu des ions qui peuvent coprécipiter et donner des minéraux nouveaux. Par exemple, dans certains cas exceptionnels, en milieu très sec, le calcium issu des plagioclases d'un granite peut s'associer au dioxyde de carbone de l'air pour donner des inclusions de CO3Ca, autrement dit de calcaire !

## Horizonation
Dans les secteurs situés à plat (plaines, plateaux, pentes faibles), autrement dit dans l'immense majorité des sols, on observe une stratification en couches parallèles horizontales appelées horizons en relation avec leur disposition. Cette disposition est facile à comprendre : le sol étant la fine couche d'altération de la roche au contact de l'atmosphère et des agents biologiques de surface, au sein même du sol, les phénomènes d'altération vont croissant de bas en haut (de la roche saine à la partie du sol la plus exposée, donc la plus transformée).
Sur pente, dans les sols anciens où l'évolution est suffisante pour que les phénomènes de différenciation internes soient nets, les transferts latéraux et les glissements d'ensemble de la couche pédologique compliquent l'organisation et les horizons laissent la place à des volumes plus complexes (lentilles, biseaux…).
La multiplicité des facteurs, des processus et des mécanismes sous-jacents explique la très grande variété des sols du Monde, tant dans leur couleur que dans leurs propriétés mécaniques, physiques et biologiques.